# The Witchfinders
"The Witchfinders" é o oitavo episódio da décima primeira temporada da série de ficção científica britânica Doctor Who, transmitido originalmente através da BBC One em 25 de novembro de 2018. Foi escrito por Joy Wilkinson, sendo dirigido por Sallie Aprahamian.
No episódio, a Doutora (Jodie Whittaker) viaja ao século XVII em Lancashire, ao lado de seus companheiros Graham O'Brien (Bradley Walsh), Ryan Sinclair (Tosin Cole) e Yasmin Khan (Mandip Gill), encontrando-se no meio de uma caça às bruxas realizada por uma proprietária de terras local.
O episódio foi assistido por 5,66 milhões de telespectadores durante a noite.

## Enredo
A Doutora e seus companheiros acabam em Lancashire de 1612, perto de Pendle Hill. Eles chegam a uma aldeia próxima para encontrar uma velha acusada de bruxaria sendo mergulhada, e a Doutora tenta salvá-la, mas falha. Ela tenta evitar mais julgamentos afirmando-se como uma Caçadora Oficial para a proprietária local Becka Savage, apenas para o súbito aparecimento do rei Jaime I para complicar as coisas como ele a considera como assistente de Graham. Enquanto isso, Yasmin encontra a velha mulher sendo enterrada por sua neta Willa Twiston e a salva de uma gavinha feita de barro. Ao ouvir isso, e que Savage é prima de Willa, a Doutora percebe que a causa da caça às bruxas é de origem alienígena, já que as vítimas recentes estão sendo reanimadas pela entidade alienígena.
Enquanto seus companheiros seguem os cadáveres reanimados, a Doutora acaba sendo acusada de feitiçaria enquanto confronta Savage por esconder algo. A Doutora tenta raciocinar com Jaime antes que ela seja mergulhada, escapando de suas correntes no último segundo, enquanto observa como Savage não suportaria tocar em uma árvore usada para mergulhá-la. Mais uma vez confrontados pela Doutora, quando os cadáveres chegam, Savage revela que ela foi infectada pela entidade alienígena enquanto cortava a árvore na Colina. Savage supôs que fosse diabólico e procurou curá-lo através dos julgamentos de bruxas, acusando a velha Mother Twiston como ela sabia da imposição. A entidade alienígena logo assume o corpo de Savage, revelando-se como rainha da raça criminosa de guerra conhecida como Morax.
A Doutora descobre que Savage, inadvertidamente, danificou um sistema de prisão alienígena disfarçado de uma árvore e planejou aprisionar o Morax dentro dele. Aprender o Morax, que pretende que seu rei possua Jaime antes de conquistar a Terra, a Doutora usa partes da árvore para salvar Jaime e reativar a prisão. No dia seguinte, Jaime declara à Doutora que todos os registros dos eventos serão apagados antes que ele e a neta de Willa assistam, surpresos, enquanto o grupo sai na TARDIS.

## Produção
Cenas externas para "The Witchfinders" foram filmadas ao redor do País de Gales, e dentro de Gosport, na Inglaterra, no museu vivo do século XVII de Little Woodham. As filmagens do episódio aconteceram em fevereiro de 2018, e supervisionadas por Sallie Aprahamian.

## Transmissão e recepção
| Críticas profissionais            | Críticas profissionais |
| Avaliações da crítica             | Avaliações da crítica  |
| Fonte                             | Avaliação              |
| --------------------------------- | ---------------------- |
| Rotten Tomatoes (Tomatometer)     | 95%                    |
| Rotten Tomatoes (Pontuação geral) | 7.83                   |
| Entertainment Weekly              | B+                     |
| Daily Mirror                      | [ 8 ]                  |
| Metro                             | [ 9 ]                  |
| New York Magazine                 | [ 10 ]                 |
| Radio Times                       | [ 11 ]                 |
| The A.V. Club                     | B+                     |
| The Telegraph                     | [ 13 ]                 |
| The Independent                   | [ 14 ]                 |
| TV Fanatic                        | [ 15 ]                 |

### Lançamento antecipado
O episódio foi lançado para assinantes da Amazon Prime três dias antes da transmissão da BBC One, quando o serviço de streaming acidentalmente carregou "The Witchfinders" no lugar do sétimo episódio, “Kerblam!”.

### Audiência
"The Witchfinders" foi assistido por 5,66 milhões de espectadores durante sua exibição inicial, com uma participação de 27,9% da audiência total da TV do Reino Unido, tornando-se a quarta maior audiência naquela noite e a décima segunda maior audiência durante a semana. O episódio recebeu uma pontuação do índice de valorização do público-alvo (Appreciation Index) de 81.

### Recepção crítica
O episódio foi recebido com avaliações positivas, e o desempenho de Cumming foi amplamente aclamado. O episódio detém uma taxa de aprovação de 95% com base em 22 avaliações e uma pontuação média de 7,83 / 10 no Rotten Tomatoes. O consenso crítico do site diz: "The Witchfinders" provoca excitação ao destacar temas familiares da atual temporada de Doctor Who — e acende essa faísca com uma dramática mudança de foco”.